# زهرة العلا
زهرة العلا (10 يونيو 1934 - 18 ديسمبر 2013)، ممثلة مصرية تزوجت المخرج الراحل حسن الصيفي، وهي والدة المخرجة منال الصيفي.

## عملها
بعد حصولها على دبلوم من معهد الفنون المسرحية انتقلت مع عائلتها إلى المحلة الكبرى ومن ثم إلى القاهرة حيث تتلمذت على يد الفنان يوسف وهبي وعملت في مسرحه، ثم اتجهت للعمل في السينما قدمت أعمالاً وصلت إلى 120 فيلما منها أفلام رد قلبي، وجميلة، وإسماعيل يس في الطيران، وجمعية قتل الزوجات، وأنا الهارب، وأنا لا أكذب ولكني أتجمل، وأيام الرعب، و 50 مسلسلا تليفزيونيا على مدى تاريخها الفني منها مسلسل إني راحلة مع محمود مرسي وليلى حمادة ومحمد العربي، ومسلسل على هامش السيرة مع الفنان أحمد مظهر، وكليهما عُرضا في أواسط السبعينات ومسلسل زهور وأشواك مع الفنان صلاح ذو الفقار وعُرض في الثمانينات.

## مرضها ووفاتها
في عيد الأم 21 مارس 2010 لم تتمكن زهرة العلا من حضور حفل تكريمها كفنانة وأم في فعالية أقامها «المركز الكاثوليكي» تحت عنوان يوم العطاء، وذلك بسبب مرضها الذي ألزمها البقاء في البيت، كما لم يتمكن أحد من تمثيلها للحصول على الجائزة. فتم تكريمها في البيت بمنحها درع تقديرا لعطائها على مدى سنوات عملها. وقد سلمها الدرع الأب بطرس دانييل في لفتة إنسانية لطيفة ، عانت في أيامها الأخيرة من الشلل حتى توفيت في مساء يوم الأربعاء 18 ديسمبر 2013.

## أعمالها

### الأفلام
- 1951: خدعني أبي
- 1951: أنا بنت ناس
- 1952: يسقط الاستعمار
- 1952: صورة الزفاف
- 1952: حضرة المحترم
- 1952: آمنت بالله
- 1952: الإيمان
- 1953: نافذة على الجنة
- 1953: غلطة العمر
- 1953: عائشة
- 1953: طريق السعادة
- 1953: شريك حياتي
- 1953: جحيم الغيرة
- 1953: بعد الوداع
- 1953: اللقاء الأخير
- 1954: ليلة من عمري
- 1954: بنت الجيران
- 1954: بحبوح أفندي
- 1954: انتصار الحب
- 1954: أنا الحب
- 1954: الملاك الظالم
- 1954: المال والبنون
- 1954: أسعد الأيام
- 1954: ارحم دموعي
- 1954: آثار في الرمال
- 1955: مملكة النساء
- 1955: كابتن مصر
- 1955: عاشق الروح
- 1955: أيامنا الحلوة
- 1955: أماني العمر
- 1955: أحلام الربيع
- 1956: نداء الحب
- 1956: موعد غرام
- 1956: قلوب حائرة
- 1956: قتلت زوجتي
- 1956: دعوة المظلوم
- 1956: الغريب
- 1956: إسماعيل يس في البوليس
- 1957: طريق الأمل
- 1957: سجين أبو زعبل
- 1957: رد قلبي
- 1957: بورسعيد
- 1957: الوسادة الخالية
- 1957: الجريمة والعقاب
- 1957: إسماعيل يس في الأسطول
- 1958: سواق نص الليل
- 1958: حتى نلتقي
- 1958: جميلة
- 1958: توحة
- 1958: أبو عيون جريئة
- 1959: سر طاقية الإخفاء
- 1959: دعاء الكروان
- 1959: حياة امرأة
- 1959: بفكر في اللي ناسيني
- 1959: المرأة المجهولة
- 1959: الله أكبر
- 1959: الحب الأخير
- 1959: إسماعيل يس في الطيران
- 1960: نهر الحب
- 1960: رجل بلا قلب
- 1960: ثلاث وريثات
- 1960: الزوج المتشرد
- 1960: الرباط المقدس
- 1961: في بيتنا رجل
- 1961: غدا يوم آخر
- 1961: عاشور قلب الأسد
- 1961: طريق الأبطال
- 1961: زوج بالإيجار
- 1961: أنا وبناتي
- 1961: الليالي الدافئة
- 1961: الترجمان
- 1962: ملك البترول
- 1962: جمعية قتل الزوجات
- 1962: أنا الهارب
- 1963: المجانين في نعيم
- 1964: من أجل حنفي
- 1964: بنت الحتة
- 1965: الشقيقان
- 1966: مبكى العشاق
- 1966: غرام في أغسطس
- 1966: الزوج العازب
- 1967: اللقاء الثاني
- 1968: الست الناظرة
- 1968: أشجع رجل في العالم
- 1968: ابن الحتة
- 1969: نشال رغم أنفه
- 1970: المجانين الثلاثة
- 1973: السكرية
- 1973: الحب الذي كان
- 1975: يوم الأحد الدامي
- 1975: الضحايا
- 1975: الرداء الأبيض
- 1977: من أجل الحياة
- 1977: دعاء المظلومين
- 1978: ضاع العمر يا ولدي
- 1978: سكة العاشقين
- 1978: حساب السنين
- 1978: القضية المشهورة
- 1978: أحلى أيام العمر
- 1979: خطيئة ملاك
- 1980: فتوة الجبل
- 1980: الإخوة الغرباء
- 1981: صراع العشاق
- 1981: أنا لا أكذب ولكني أتجمل
- 1982: وضاع حبي هناك
- 1982: سواق الأتوبيس
- 1982: رجل في سجن النساء
- 1983: أنا مش حرامية
- 1984: حادي بادي
- 1985: ملائكة الشوارع
- 1985: شيطان من عسل
- 1986: ناس هايصة وناس لايصة
- 1986: مشوار عمر
- 1986: لمن يبتسم القمر
- 1986: سترك يا رب
- 1986: حد السيف
- 1987: العرضحالجي في قضية نصب
- 1988: بنت الباشا الوزير
- 1988: أيام الرعب
- 1989: حكاية لها العجب
- 1989: ترويض الرجل
- 1991: زمن الجدعان
- 1992: أزواج في ورطة
- 1993: سفينة الحب والعذاب
- 1998: أرض أرض

### المسلسلات
- 1963: شهيد كربلاء
- 1964: جواز البنات
- 1964: بنت الحتة
- 1965: الوهم
- 1967: عصفور من الشرق
- 1968: مفتش المباحث
- 1970: متاعب المهنة
- 1970: للأزواج فقط
- 1971: الضيف الثقيل
- 1971: أعمدة منتصف الليل
- 1973: لعبة المصير
- 1976: إني راحلة
- 1976: أم العروسة
- 1977: لقيطة
- 1978: على هامش السيرة
- 1978: أيها الحب لا تهجرني
- 1978: السوار القاتل
- 1979: لعبة القدر
- 1979: فارس الأحلام
- 1979: طائر الأحلام
- 1980: محمد رسول الله (ج1)
- 1980: العجوز والدنيا وأنا
- 1980: الخبايا
- 1980: بلا خطيئة
- 1981: وفيه ناس طيبين
- 1982: وتاه الطريق
- 1983: زهور وأشواك
- 1985: هو وهي
- 1986: رحلة السيد أبو العلا البشري
- 1986: الحب وأشياء أخرى
- 1987: كوم الدكة
- 1987: القضاء في الإسلام (ج1)
- 1987: الزوجة أول من يعلم
- 1988: الإسلام والإنسان
- 1989: بنات زينب
- 1989: القضاء في الإسلام (ج2)
- 1990: أبناء على الطريق
- 1991: شموع لا تنطفئ
- 1991: ولا يزال الحب مستمرا
- 1992: القضاء في الإسلام (ج3)
- 1993: القضاء في الإسلام (ج4)
- 1995: في بيتنا رجل
- 1995: الحب والطوفان
- 1997: كلهن طيبات
- 1998: القضاء في الإسلام (ج8)

### المسرحيات
- 1954: أولاد الفقراء
- 1956: خميس الحادي عشر
- 1956: أنا عايزة مليونير
- 1965: صفقة مع الشيطان
- 1965: الأرانب
- 1968: حواء الساعة 12
- 1970: غراميات عفيفي
- 1980: مين ضحك على مين
- 1981: الغبي وأنا
- 1984: عشرة على باب الوزير
- 1984: مراتي حنان

### المسلسلات الإذاعية
- 1960: في بيتنا رجل
- 1992: صيف حار جدا
- 1995: لن أعيش في جلباب أبي
- 1999: الوسادة لاتزال خالية ( آخر أعمالها علي الإطلاق ) تأليف وإخراج أحمد فتح الله

### الفوازير
- 1991: عجايب صندوق الدنيا

## وصلات خارجية
- زهرة العلا على موقع IMDb (الإنجليزية)
- زهرة العلا على موقع الدهليز
- زهرة العلا على موقع قاعدة بيانات الأفلام العربية
- زهرة العلا على موقع قاعدة بيانات الفيلم (الإنجليزية)